# Schweizer Nachrichtendienste
Die Schweizer Nachrichtendienste umfassen alle mit nachrichtendienstlichen Aufgaben betrauten Dienststellen der Schweizerischen Eidgenossenschaft. Dazu gehört neben dem Nachrichtendienst des Bundes (NDB) (französisch Service de renseignement de la Confédération, SRC, italienisch Servizio delle attività informative della Confederazione) auch der in die Armee eingegliederte Militärische Nachrichtendienst (MND) (französisch Renseignement militaire, RM). Aufgrund der föderalen Struktur des schweizerischen Bundesstaates erfüllen schliesslich auch kantonale Dienststellen nachrichtendienstliche Aufgaben. Die Kantone beschaffen auf ihrem Gebiet nachrichtendienstliche Informationen, sowohl direkt in Anwendung des Gesetzes als auch auf besonderen Auftrag des NDB.
Für ihre Nachrichtenbeschaffung arbeiten die Schweizer Nachrichtendienste mit verschiedenen anderen Dienststellen der Bundesverwaltung zusammen. Möglich ist auch die Zusammenarbeit mit ausländischen Partnerdiensten. Zusätzlich darf der NDB durch verschiedene Massnahmen in der Öffentlichkeit verdeckt Nachrichten beschaffen. Schliesslich verfügen die Schweizer Nachrichtendienste auch über ein System zur Aufklärung von Satellitenkommunikation.
Die Schweizer Nachrichtendienste werden von verschiedenen politischen und fachspezifischen Instanzen kontrolliert. Eine interne Qualitätssicherung stellt die Rechtmässigkeit, Zweckmässigkeit, Wirksamkeit und Richtigkeit der Datenbearbeitung der Datenverarbeitung sicher. Unabhängige Kontrollgremien überprüfen die Rechtmässigkeit, Zweckmässigkeit und die Wirksamkeit aller Tätigkeiten des NDB. In finanzieller Hinsicht erfolgt die Kontrolle durch die Finanzdelegation des Parlamentes, derweil die Oberaufsicht der Geschäftsprüfungsdelegation obliegt. Die rechtlichen Grundlagen für die Tätigkeiten der Schweizer Nachrichtendienste finden sich in Gesetzen und Verordnungen.

## Nachrichtendienst des Bundes (NDB)
Seit dem 1. Januar 2010 existiert in der Schweiz ein neues sicherheitspolitisches Instrument, der Nachrichtendienst des Bundes, kurz NDB. Der neue Dienst entstand durch die Zusammenführung des Dienstes für Analyse und Prävention DAP und des Strategischen Nachrichtendienstes SND. Die Direktion des NDB ist direkt dem Chef des Departements für Verteidigung, Bevölkerungsschutz und Sport (VBS) unterstellt. Die Anzahl Mitarbeitende sowie die Ausgaben des NDB werden jährlich im Internet publiziert. Am 25. Februar 2025 wurde bekannt, dass Christian Dussey seine Kündigung als NDB-Direktor eingereicht hat. Er werde noch bis Ende März 2026 im Amt bleiben.

### Aufgaben
Der NDB ist keine Strafverfolgungsbehörde, weshalb seine Tätigkeiten von den repressiven Massnahmen der Strafverfolgungsbehörden unterschieden werden müssen. Entsprechend verfügt er über keine uniformierte Polizeitruppe. Die Aufgaben der uniformierten Polizeiorgane werden von der Bundespolizei Fedpol sowie den Polizeikorps der Kantone wahrgenommen.
Die Aufgaben des NDB sind:
- Prävention und Lagebeurteilung zuhanden der politischen Entscheidungsträger.
- Früherkennung und Bekämpfung von Terrorismus, gewalttätigem Extremismus, Spionage, der Verbreitung von Massenvernichtungswaffen und deren Trägertechnologie sowie Cyberangriffen auf kritische Infrastrukturen.

### Partner und Leistungsbezüger
Auf Stufe Bund bedient der NDB primär den Bundesrat, die Departemente, insbesondere das VBS, EJPD, WBF und EDA sowie die militärische Führung mit seinen Produkten. Der NDB unterstützt zudem die Kantone bei der Wahrung der inneren Sicherheit und die Strafverfolgungsbehörden auf Bundesebene. Im Ausland pflegt der NDB Kontakte zu über 100 Nachrichten-, Polizei- und Sicherheitsdiensten weltweit.

### Gesetzliche Grundlagen
Die Aufgaben und Tätigkeiten des NDB sind insbesondere durch das Bundesgesetz über den Nachrichtendienst (Nachrichtendienstgesetz, NDG)  geregelt, das bei der Volksabstimmung vom 25. September 2016 mit 65,5 % Ja-Stimmen angenommen wurde und am 1. September 2017 die zuvor geltenden Rechtsgrundlagen (BWIS und ZNDG) ersetzt hat. Aufgrund der technologischen Veränderungen und der aktuellen Bedrohungen erhielt der NDB mit dem Nachrichtendienstgesetz zeitgemässe Mittel zur Informationsbeschaffung. Das Nachrichtendienstgesetz erlaubt dem NDB den Einsatz neuer Beschaffungsmassnahmen wie die Überwachung von Telefongesprächen oder Internetaktivitäten. Deren Anwendung unterliegt jedoch strengen Auflagen sowie einem mehrstufigen gerichtlichen und politischen Genehmigungsprozess. Mit dem NDG wurde gleichzeitig die Aufsicht über den NDB verschärft.

### Aufsicht und Kontrolle
Die Aktivitäten des NDB werden auf verschiedenen Stufen der Regierung und Verwaltung überwacht und kontrolliert. Diese Kontrollen betreffen die Rechtmässigkeit, Zweckmässigkeit und die Wirksamkeit der Tätigkeiten des NDB. Seine Aufsichtsorgane sind die Geschäftsprüfungsdelegation (GPDel), die unabhängige Aufsichtsbehörde, der Bundesrat, die Unabhängige Kontrollinstanz (UKI), die Eidgenössische Finanzkontrolle (EFK) sowie der Eidgenössische Datenschutz- und Öffentlichkeitsbeauftragte (EDÖB).

### Publikationen des NDB
Der NDB publiziert jährlich den Lagebericht «Sicherheit Schweiz». Im Rahmen seines Tätigkeitsgebiets Terrorismus veröffentlicht er ausserdem die Anzahl Dschihadreisender, die Anzahl Risikopersonen sowie die im Rahmen des Dschihad-Monitorings festgestellten User. Im Rahmen seines Präventions- und Sensibilisierungsprogramms «Prophylax» im Bereich der Wirtschaftsspionage und Verbreitung von Massenvernichtungswaffen publiziert der NDB weiter die gleichnamige Broschüre.

### Polizeibehörden innerhalb der Schweiz, die nachrichtendienstliche Informationen und Mittel verwenden
In den Polizeikorps der Kantone existieren ausserdem Staatsschutzabteilungen, die nachrichtendienstliche Aufgaben übernehmen. Die schweizweit 120 Stellen werden vom Bund finanziert. Die Staatsschutzabteilungen dienen dem NDB als Ansprechpartner auf der Ebene der Kantone. Der NDB gibt Aufträge für nachrichtendienstliche Abklärungen an die Kantone weiter. Die Resultate werden dann zentral beim NDB gesammelt, analysiert und in die laufende Beurteilung der Bedrohungslage integriert.

### Auskunftspflicht
Der NDB unterliegt einer gewissen Auskunftspflicht. Wer Auskunft über seine Daten beim NDB will, kann gestützt auf Art. 63 ff. NDG ein entsprechendes Gesuch einreichen.

### Kontroverse
Am 28. April 2017 wurde in Frankfurt am Main ein ehemaliger Zürcher Stadtpolizist, späterer Mitarbeiter der UBS-Abteilung «Group Security Services» und danach selbständiger Experte für Sicherheitsfragen aufgrund eines Haftbefehls des deutschen Bundesgerichtshofs wegen Verdachts geheimdienstlicher Agententätigkeit für den NDB festgenommen. Dem Vorausgegangen waren Datenbeschaffung von Konten bei Schweizer Banken, unter anderem vom ehemaligen BND-Präsidenten August Hanning. Die Daten erwiesen sich als gefälscht. Daniel M. wurde in diesem Zuge auch von der Schweizer Bundesanwaltschaft 2015 verhaftet. Man vermutet hinter dieser Aktion einen Agent provocateur.
Nach Anfang Mai 2017 veröffentlichten Informationen des Rechercheverbunds NDR, WDR und Süddeutsche Zeitung gehe aus dem Haftbefehl hervor, dass er unter anderem verdächtigt werde, im Auftrag des stellvertretenden Leiters des NDB einen Spion in der Finanzverwaltung von Nordrhein-Westfalen platziert zu haben.
Eine am 9. Januar 2024 im Onlinemagazin Republik erschienene umfangreiche Investigativrecherche schlussfolgert, dass die Kabelaufklärung (Telekommunikationsüberwachung), die «Überwachung der Kommunikation über Internet-Kabelnetze im Auftrag des Nachrichtendiensts», letztlich «ein Programm zur Massenüberwachung der in der Schweiz lebenden Bevölkerung» sei. Dies sei neben grenzüberschreitendem Datenverkehr auch für Internetanbieter der Fall, welche keinen grenzüberschreitenden Datenverkehr anbieten. Der Nachrichtendienst des Bundes hingegen erklärte, «[...] im Bereich der Kabelaufklärung [ist] weder eine Massenüberwachung der Schweizer Bevölkerung noch eine Komplettüberwachung der globalen Kommunikation erlaubt.» 2024 ist eine erneute Revision des Nachrichtendienstgesetzes geplant.

### Personalbestand ab 2015
| Jahr | Vollzeitstellen |
| ---- | --------------- |
| 2015 | 266             |
| 2016 | 284             |
| 2017 | 300             |
| 2018 | 314             |
| 2019 | 334             |
| 2020 | 357             |
| 2021 | 375             |
| 2022 | 390             |
| 2023 | 407             |
| 2024 | 411             |

## Militärischer Nachrichtendienst (MND)

Kanzlei des Schweizer Nachrichtendienstes zur Zeit des Ersten Weltkriegs

Der Militärische Nachrichtendienst entstand aus dem ehemaligen Armeenachrichtendienst (AND). Er beliefert die Armee mit Informationen über den Verlauf von militärischen Operationen. Der MND arbeitet eng mit dem NDB zusammen. Seine Erkenntnisse unterstützen den Chef der Armee bei seinen Entscheidungen (auch den Bundesrat). Ausserdem berichtet er regelmässig über die Sicherheitslage in Kosovo, da die Schweizer Armee (Swisscoy-Kontingent) dort Friedensförderungsdienst leistet.
Ausserdem hält er Kontakt zu Militärpolizeidienststellen und allen militärischen Schutzdiensten. Der MND arbeitet überwiegend operativ und taktisch. Der MND ist der Abteilung «Kommando Operationen» des Chefs der Armee untergeordnet, welcher wiederum dem VBS unterstellt ist.
Geleitet wird der MND seit 2020 von Brigadier Daniel Krauer.
Der Dienst für präventiven Schutz der Armee (DPSA) ist zuständig für die Spionageabwehr im militärischen Bereich. Der DPSA wird durch das Einsatzkommando Militärpolizei Fahndung und Schutz (SDMP) unterstützt. Bei letzterem handelt es sich um eine Milizformation, die aus Wehrpflichtigen besteht und nur im Bedarfsfall aktiviert wird.

## Überwachung des Post- und Fernmeldeverkehrs (ÜPF)
Die Überwachung des Post- und Fernmeldeverkehrs ist ein unabhängiger Dienst im Informatik Service Center des Eidgenössischen Justiz- und Polizeidepartements (EJPD). Er verlangt von den Telekommunikationsanbietern die Vorratsdatenspeicherung der Telefonie- und Emailverbindungsdaten und will bis 2009 in der Lage sein, den gesamten Internetverkehr in der Schweiz zu überwachen, insbesondere auch, welche Webseiten von wem besucht werden und welche Dateien aus dem Internet auf schweizerische PCs transferiert werden.
Der ÜPF ist seit dem 1. Januar 2008 dem EJPD unterstellt.
Der damalige Chef des DBA (Dienst für besondere Aufgaben), Adrien de Werra, wurde 2002 mit einem Schweizer Big Brother Award ausgezeichnet.
Die revidierte Verordnung über die Durchführung der Überwachung des Post- und Fernmeldeverkehrs (VD-ÜPF) tritt auf den 1. Februar 2021 in Kraft.

## Personal
Der Nachrichtendienst des Bundes und der Militärische Nachrichtendienst beschäftigen Mitarbeiter aus praktisch allen Berufsgruppen. Ein allgemeingültiges Anforderungsprofil für die vielfältigen nachrichtendienstlichen Tätigkeitsbereiche gibt es nicht. Generell sind jedoch neben fundierter Ausbildung Interesse an aussen- und sicherheitspolitischen Fragen, fremden Kulturen sowie Sprachkenntnisse und Mobilität erforderlich.
Die Einstellungsvoraussetzungen entsprechen denen der Bundesverwaltung. Offene Stellen werden im Stellenanzeiger der Bundesverwaltung zur Bewerbung ausgeschrieben.